# 布瓦里圣马丹
布瓦里圣马丹（法語：Boiry-Saint-Martin，法語發音：[bwaʁi sɛ̃ maʁtɛ̃]）是法国上法蘭西大區加来海峡省的一个市镇，属于阿拉斯区。

## 地名
法语人名在日常人名译名以及《世界人名翻譯大辭典》、《法语姓名译名手册》等主流人名译名类书籍资料中多译作“马丁”，不过在《世界地名翻译大辞典》、《世界地名译名词典》和《法国地图册》等主流地名译名类书籍资料中多译作“马丹”。

## 地理
布瓦里圣马丹（50°11'58"N, 2°45'35"E）面积3.5 平方千米，位于法国上法蘭西大區加来海峡省，该省份为法国北部沿海省份，西北濒北海，南至索姆省，东临北部省。
与布瓦里圣马丹接壤的市镇（或旧市镇、城区）包括：布瓦勒欧蒙、穆瓦耶讷维尔、阿耶特、布瓦里-圣里克特吕德。
布瓦里圣马丹的时区为UTC+01:00、UTC+02:00（夏令时）。

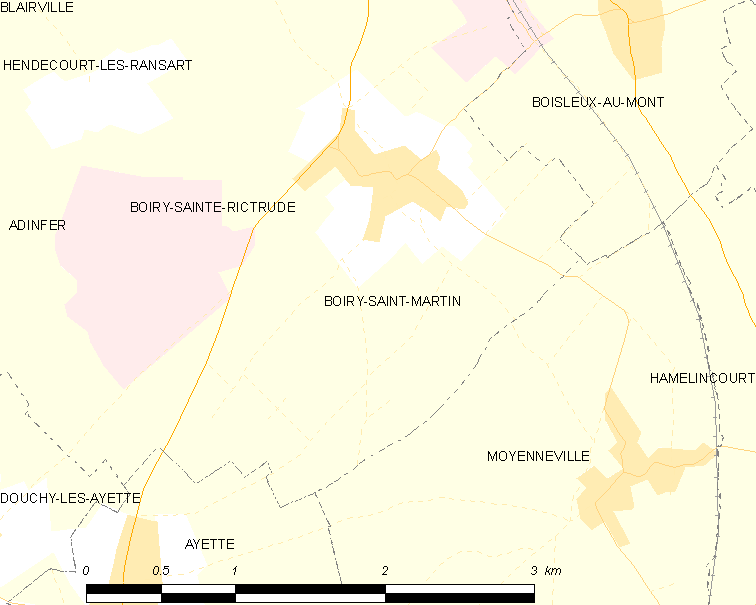
布瓦里圣马丹的OSM定位图

## 行政
布瓦里圣马丹的邮政编码为62175，INSEE市镇编码为62146。

## 政治
布瓦里圣马丹所属的省级选区为阿韦讷勒孔特县。

## 人口

1962-2008年间布瓦里圣马丹人口变化图示

布瓦里圣马丹于2022年1月1日时的人口数量为258人。